# ایالت تک‌ستاره

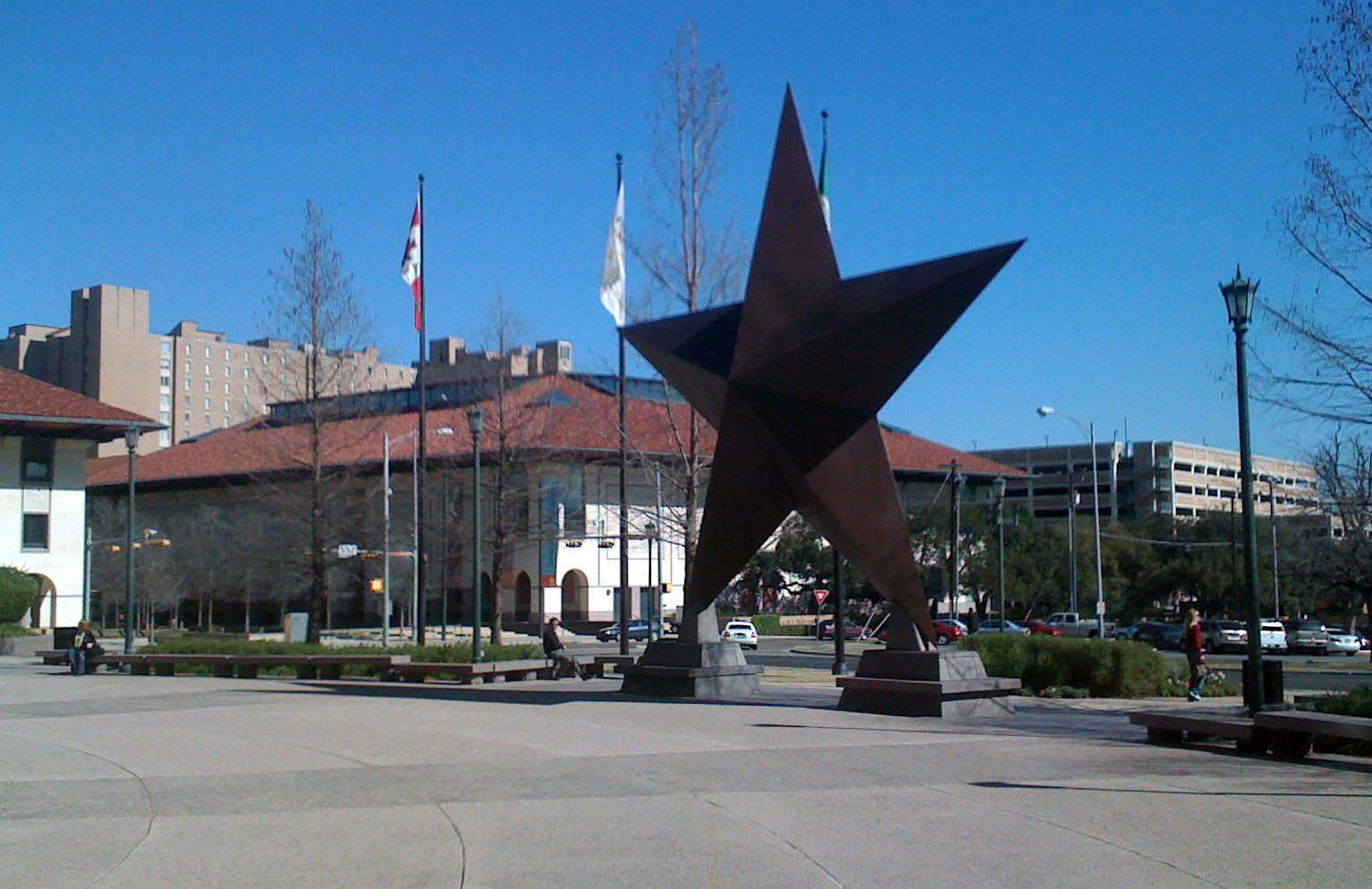

ایالت تک ستاره (به انگلیسی: The Lone Star State) لقب ایالت تگزاس در آمریکا است، و به وقایع تاریخ تگزاس بازمی‌گردد
این نماد بر روی پرچم تگزاس نیز دیده می‌شود.